# Заволжский посад
Заво́лжский поса́д (Заво́лжье) — торгово-ремесленное поселение (посад) древней Твери. Посад располагался к северу от Кремля, за рекой Волгой (отсюда название). Через заволжье проходила дорога в Новгород.
На расселение значительное влияние оказал ландшафт местности: пригодными для застройки были только возвышенные места, прежде всего, берега Волги и Тверцы. За ними располагались заливные луга и болото Бухань. Из болота вытекали ручьи: Киликейский, Гостин, Ильинский и Сометок.
Посад занимал полосу вдоль рек Волги и Тверцы (между современными улицами Горького и З. Коноплянниковой). На юго-востоке границей посада являлось устье р. Тверцы, на северо-востоке — устье р. Соминка, на западе — устье Гостина ручья (в современных границах: юг — р. Волга; восток — р. Тверца; север — ул. Красина; запад — район Санкт-Петербургской заставы). Примерная площадь посада составляла 56 га.
На территории посада летописями отмечены: Отроч монастырь (1265), монастырь Николы «над ручьем» (1386). В 1626 году насчитывалось 13 церквей и церк. мест. В конце 17 в. вдоль берега р. Волги проходила главная улица посада — Большая проезжая Новгородская. Параллельно р. Тверце проходила Козмодемьянская улица и располагались слободы: В устье Тверцы располагалась слобода Отроча монастыря, а выше по течению — «на Ильинском ручье», «Выползиха» и «Волынь».
Вблизи берегов Волги заселение происходило вдоль Новгородской и Дмитровской дорог. Между Ильинским ручьем и больтом Бухань появились еще во времена Тверского княжества Псарская слобода и слобода ловчего пути. Псари разводили собак и обучали их для охоты; сокольники и кречетники воспитывали ловчих птиц. После утраты Тверью независимости (1485 год) псари и сокольники перешли на службу в Москву. В заволжском посаде были распространены ремесла: работали кузнецы, замочники, гранильщики стекла.
Со временем посад утратил функцию торгово-ремесленного поселения и стал именоваться Заволжьем. Во время пожара 1773 года большая часть Заволжья выгорела. По указу императрицы Екатерины II, архитектором П. Р. Никитиным был создан план регулярной застройки района. В настоящее время историческое место расположения Заволжского посада находится на территории Заволжского района Твери и именуется «Ближним Заволжьем».